# Transformations
Transformations è un'opera da camera in due atti del compositore statunitense Conrad Susa su libretto di dieci poemi di Anne Sexton dal suo libro del 1971 Transformations, un'antologia di poesie confessioni basate sulle favole dei Fratelli Grimm. Commissionata dalla Minnesota Opera, l'opera, che è descritta dal compositore come "un lavoro in 2 atti", venne rappresentata in prima mondiale il 5 maggio 1973 al Cedar Village Theater a Minneapolis. Anne Sexton, che aveva scritto il libretto in stretto contatto con Susa, assistette alla rappresentazione. Nel tempo essa è divenuta una delle opere, di compositori statunitensi, più rappresentata. L'organico ristretto, otto cantanti e otto orchestrali, ne rende molto economica la messa in scena. Nel 2006 una produzione di Transformations al Wexford Opera Festival vinse l'Irish Times Theatre Award for Best Opera Production.